# Eurycletodes minutus
Eurycletodes minutus är en kräftdjursart som beskrevs av Georg Ossian Sars 1920. Eurycletodes minutus ingår i släktet Eurycletodes och familjen Argestidae. Inga underarter finns listade i Catalogue of Life.